# Tammy Abraham
Kevin Oghenetega Tamaraebi Bakumo-Abraham, mais conhecido como Tammy Abraham (Camberwell, 2 de outubro de 1997), é um futebolista inglês que atua como centroavante. Atualmente joga no Beşiktaş, emprestado pela Roma.
Formado na base do Chelsea, Abraham estreou no time principal do clube em 2016, antes de passar uma temporada emprestado ao Bristol City, clube da EFL Championship. Lá, ele teve uma temporada de sucesso que culminou com a conquista dos prêmios de Jogador da Temporada, Jogador Jovem da Temporada e Artilheiro do clube, tornando-se o primeiro jogador a fazê-lo em uma única temporada. Abraham foi emprestado novamente ao Swansea City, mas a temporada terminou com o clube sofrendo o rebaixamento da Premier League. Ele então se juntou ao Aston Villa em 2018 e se tornou o primeiro jogador desde 1977 a marcar 25 gols em uma única temporada pelo clube.
Abraham retornaria ao Chelsea em 2019, marcando 18 gols durante a temporada 2019-20, antes de levantar a Liga dos Campeões da UEFA em sua última temporada no clube. Após se transferir para a Roma, da Itália, por €40 milhões em 2021, marcou 17 gols em sua temporada de estreia na Serie A, um recorde para um inglês, e também venceu a edição inaugural da Liga Conferência da UEFA.
Ex-jogador da seleção de base da Inglaterra, Abraham representou a seleção da Inglaterra na categoria sub-18 e participou do Campeonato Europeu de Futebol Sub-21 de 2017, na Polônia. Estreou pela seleção principal em novembro de 2017.

## Carreira

### Chelsea

#### 2004–2016: Base e profissional

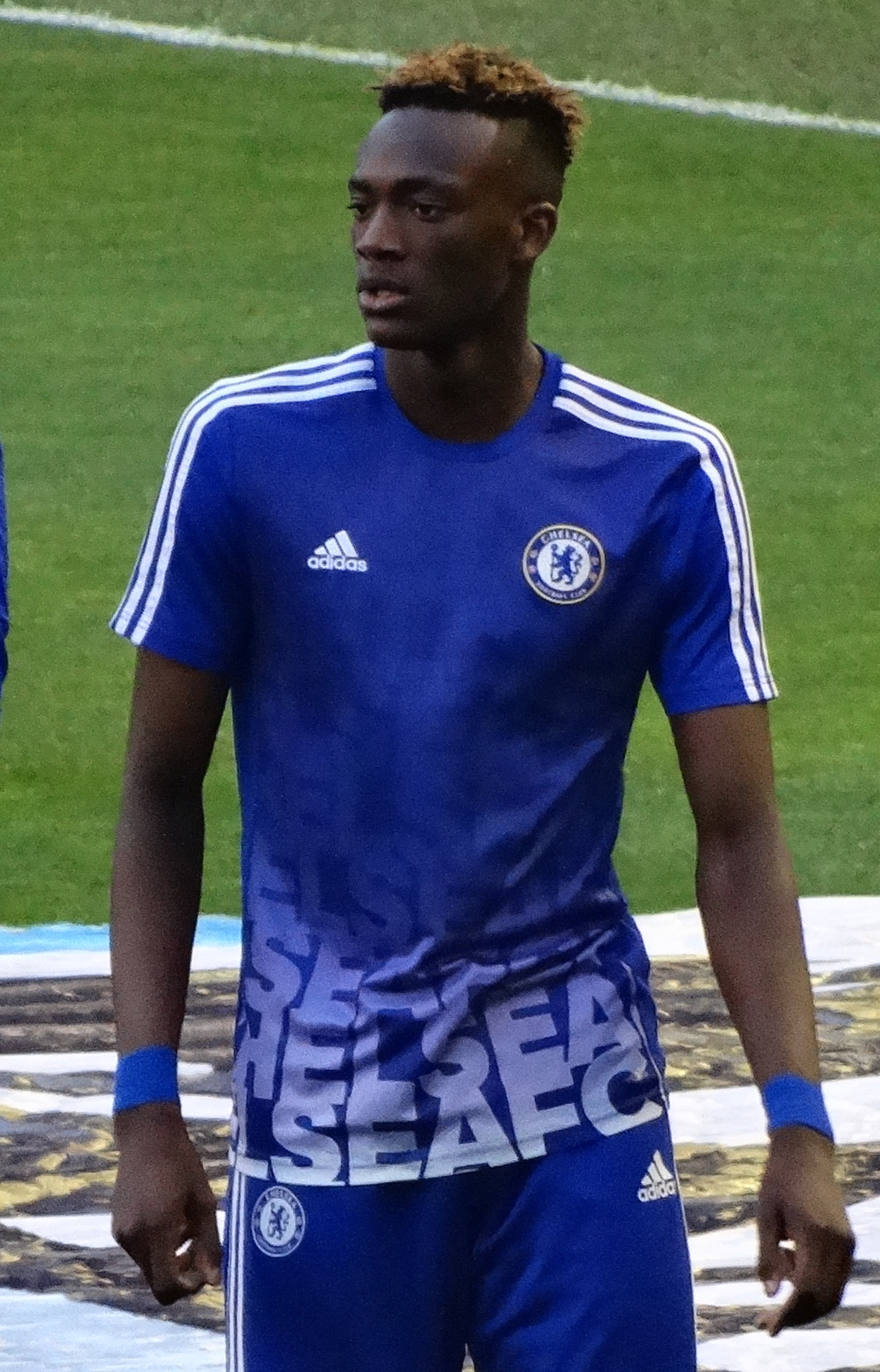
Abraham se aquecendo pelo Chelsea em 2016

Abraham se juntou ao Chelsea no nível sub-oito e progrediu através do sistema de academia do clube. Ele fez parte da equipe de base do Chelsea que registrou triunfos consecutivos na Liga Jovem da UEFA e na FA Youth Cup em 2015 e 2016. Na edição 2015-16 da Liga Jovem da UEFA, Abraham contribuiu com um retorno de oito gols em nove partidas, tornando-se o segundo maior artilheiro do torneio, atrás de Roberto Núñez. Ele levou sua forma para a FA Youth Cup e marcou o gol da vitória do Chelsea sobre o Manchester City na final em abril. Durante as temporadas 2014-15 e 2015-16, Abraham marcou 74 gols em 98 partidas em todas as competições para os vários times juvenis do Chelsea.
Sua forma na base do clube chamou a atenção do técnico interino Guus Hiddink, que o convidou para treinar com o primeiro time no final da temporada 2015-16. Em 11 de maio de 2016, Hiddink deu a Abraham sua estreia no Chelsea em um empate de 1 a 1 na Premier League com o Liverpool, colocando-o no lugar de Bertrand Traoré aos 74 minutos. Abraham então fez sua estreia em casa em Stamford Bridge na semana seguinte, mais uma vez entrando como substituto no segundo tempo para Traoré em um empate de 1 a 1 com o recém-campeão da Premier League, Leicester City.

#### Temporada 2016–17: Empréstimo ao Bristol City

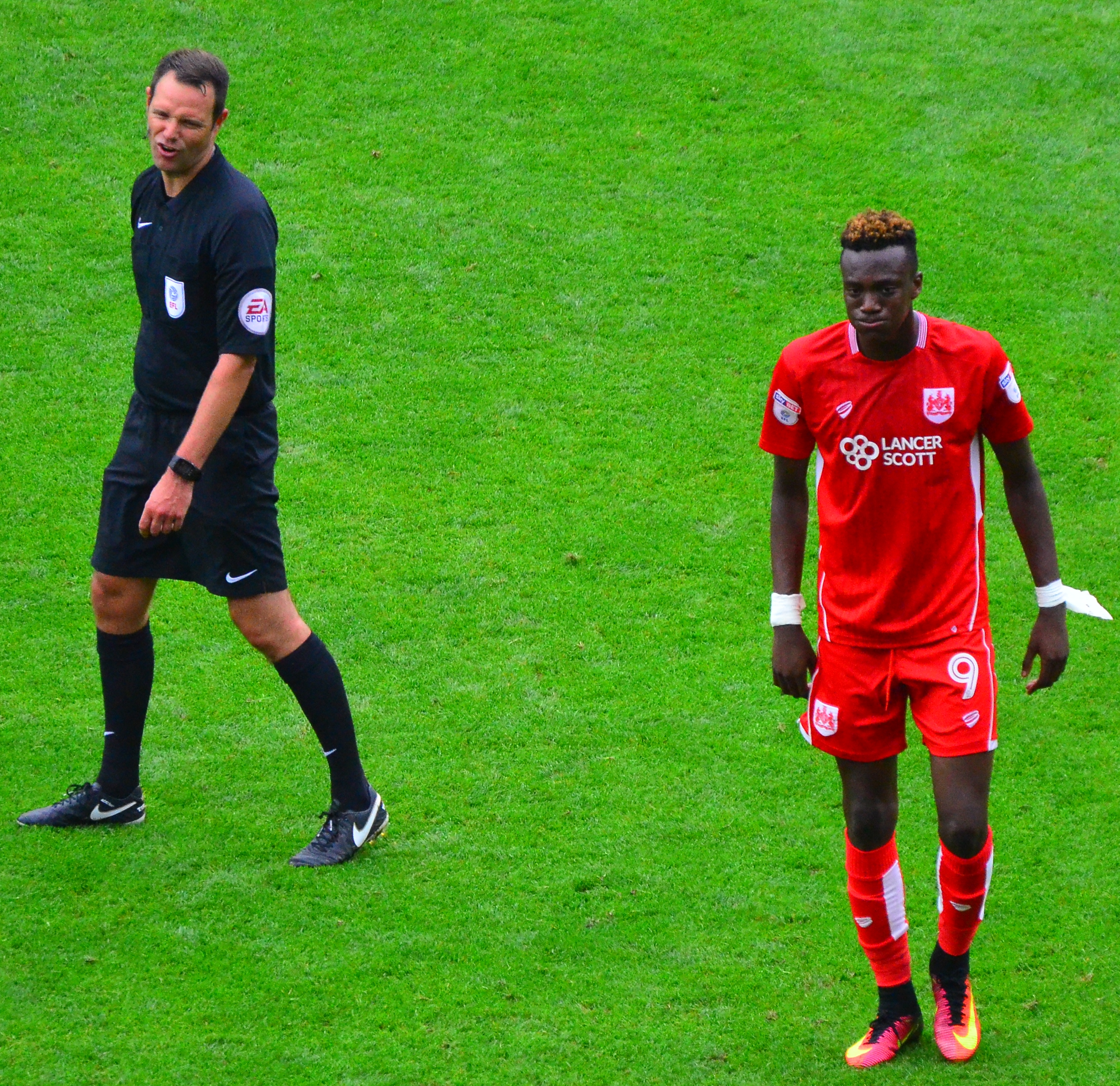
Abraham (à direita) jogando pelo Bristol City em 2016

Em 5 de agosto de 2016, Abraham assinou com o clube da EFL Championship Bristol City em um empréstimo de uma temporada do Chelsea. Ele fez sua estreia pelo clube no dia seguinte, saindo do banco para o também estreante Josh Brownhill marcar o primeiro gol do City em uma vitória de 2 a 1 sobre o Wigan Athletic, embora o gol tenha sido creditado posteriormente a Hörður Magnússon. Ele começou em seu segundo jogo e marcou o único gol da partida em uma vitória por 1 a 0 sobre o Wycombe Wanderers, ajudando o Bristol City a avançar para a Segunda Rodada da Copa da Liga Inglesa. Na semana seguinte, em 13 de agosto, ele marcou seu primeiro gol profissional em uma vitória por 2 a 1 sobre o recém-promovido Burton Albion, incluindo o gol da vitória no último minuto. Em setembro, Abraham marcou seu segundo gol contra o Sheffield Wednesday, embora o Bristol City tenha perdido por 3 a 2. Ele marcou mais dois gols durante o mês, o que o fez ser nomeado Jogador do Mês do Campeonato de setembro. Ele também recebeu o prêmio de Jogador Jovem do Mês da EFL em setembro.
Em 31 de janeiro de 2017, Abraham marcou seu 16º gol no campeonato em um empate por 2 a 2 contra o Sheffield Wednesday, que o viu quebrar o recorde do ex-atacante do Fulham, Moussa Dembélé, de maior número de gols marcados por um adolescente desde o início da era do Campeonato da Liga de Futebol. Abraham terminou a temporada com 23 gols, perdendo apenas para Chris Wood, do Leeds United, enquanto o City completou a campanha na 17ª posição, evitando assim o rebaixamento. Suas atuações ao longo da temporada também lhe renderam os prêmios de Jogador do Ano, Jogador Jovem do Ano e Artilheiro do Bristol City. Ao fazer isso, ele se tornou o primeiro jogador a ganhar todos os três prêmios na mesma temporada.

#### Temporada 2017–18: Empréstimo ao Swansea City

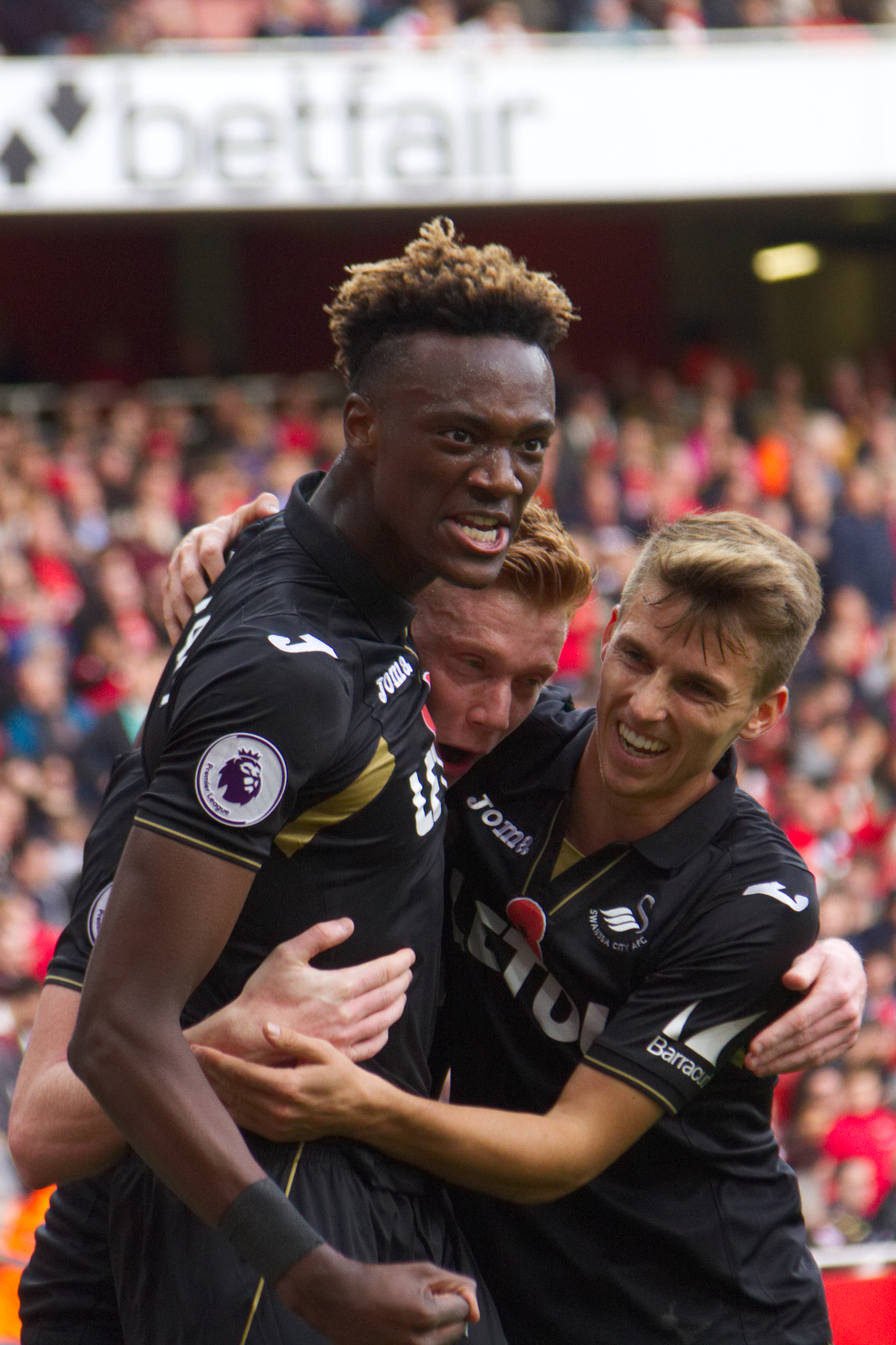
Abraham comemorando um gol do Swansea City em 2017

Em 4 de julho de 2017, o Chelsea anunciou que Abraham havia assinado um novo contrato de cinco anos com o clube e, mais tarde naquele dia, ele se juntou ao clube da Premier League, Swansea City, em um empréstimo de uma temporada. Ele fez sua estreia pelo clube em 12 de agosto, começando em um empate por 0 a 0 com o Southampton. Dez dias depois, ele marcou seu primeiro gol na vitória por 4 a 1 na Copa da Liga sobre o Milton Keynes Dons, da League One, antes de marcar seu primeiro gol na Premier League em sua próxima partida, abrindo o placar em uma vitória por 2 a 0 sobre o Crystal Palace. Em 14 de outubro de 2017, ele marcou seus primeiros dois gols pelo seu clube na vitória por 2 a 0 sobre o recém-promovido Huddersfield Town, que garantiu ao Swansea sua primeira vitória em casa na temporada. Tanto o clube quanto o jogador lutaram por boa forma depois disso, no entanto, e no final do ano Abraham não conseguiu aumentar sua contagem de gols.
Em 6 de fevereiro de 2018, tendo passado 825 minutos sem marcar, Abraham voltou ao placar quando marcou duas vezes e deu mais duas assistências na vitória por 8 a 1 sobre o Notts County no replay da Quarta Rodada da FA Cup. O resultado também foi a maior vitória do Swansea na competição. Em 7 de abril, ele marcou seu primeiro gol na liga desde seu duplo em outubro. Seu gol rendeu ao Swansea um empate tardio contra o West Bromwich e colocou o clube um ponto mais perto da segurança da zona de rebaixamento, embora eles tenham sido rebaixados no último dia da temporada após uma derrota para o Stoke City. Abraham marcou oito gols em 39 partidas em todas as competições durante seu período de empréstimo ao clube.

#### Temporada 2018–19: Empréstimo ao Aston Villa
Após seu retorno do empréstimo ao Swansea, o novo técnico do Chelsea, Maurizio Sarri, indicou que planejava manter Abraham no Chelsea e o incluiu no elenco para a derrota do clube na Community Shield para o Manchester City. Em 31 de agosto, no entanto, ele foi emprestado mais uma vez, retornando à Championship para assinar com o Aston Villa pelo restante da temporada. Ele fez sua estreia pelo clube em 15 de setembro, começando em um empate por 1 a 1 com o Blackburn Rovers, e marcou em sua estreia em casa quatro dias depois, em uma vitória por 2 a 0 sobre o Rotherham United. Em 28 de novembro, ele marcou quatro gols em um empate por 5 a 5 com o Nottingham Forest na liga; a primeira vez que um empate com esse placar foi disputado no Villa Park. Ao fazer isso, ele se tornou o primeiro jogador do Aston Villa a marcar quatro gols em uma única partida no século XXI. Mais tarde, ele foi nomeado Jogador do Campeonato do Mês de novembro, após marcar seis gols em quatro partidas no mês.
Na virada do ano, Abraham havia marcado 16 gols em 20 partidas e era o artilheiro da liga. Sua boa forma gerou especulações de que ele seria chamado de volta pelo Chelsea, que manteve a opção até 14 de janeiro de 2019, devido aos problemas de pontuação do clube. Mais tarde, ficou claro que o Wolverhampton Wanderers, da Premier League, também havia feito uma abordagem para sua assinatura, embora as regras da FIFA que proíbem um jogador de representar três clubes em uma temporada lançassem dúvidas sobre qualquer potencial transferência. Após uma semana de especulação da mídia em torno de seu futuro, ele teria rejeitado um empréstimo para o Wolves em favor de permanecer no Villa pelo restante da temporada.
Em 26 de janeiro, ele marcou dois gols na vitória por 2 a 1 sobre o Ipswich Town e, ao fazê-lo, se tornou o primeiro jogador desde Tom Waring em 1933 a marcar em sete jogos consecutivos em casa pelo clube. No mês seguinte, ele se tornou o primeiro jogador desde Peter Withe em 1981 a marcar 20 gols pelo clube em uma única temporada, quando marcou em um empate de 3 a 3 com o Sheffield United. Em 30 de março, ele marcou seu 50º gol na carreira na liga quando abriu o placar na vitória por 2 a 1 sobre o Blackburn. Em abril, após marcar na vitória por 2 a 0 sobre o Bolton Wanderers, Abraham se tornou o primeiro jogador do Villa a marcar 25 gols em uma temporada desde Andy Gray em 1977. Seu gol também ajudou o clube a igualar seu recorde de nove vitórias consecutivas, estabelecido em 1910. Mais tarde, ele foi nomeado para o Time do Ano da PFA antes de ajudar o Aston Villa a garantir a promoção para a Premier League, marcando uma vez na semifinal do play-off contra o West Bromwich. Ele terminou a campanha com 26 gols em 40 partidas, o segundo maior número de qualquer jogador da liga, atrás de Teemu Pukki, do Norwich City.

#### Temporada 2019–20

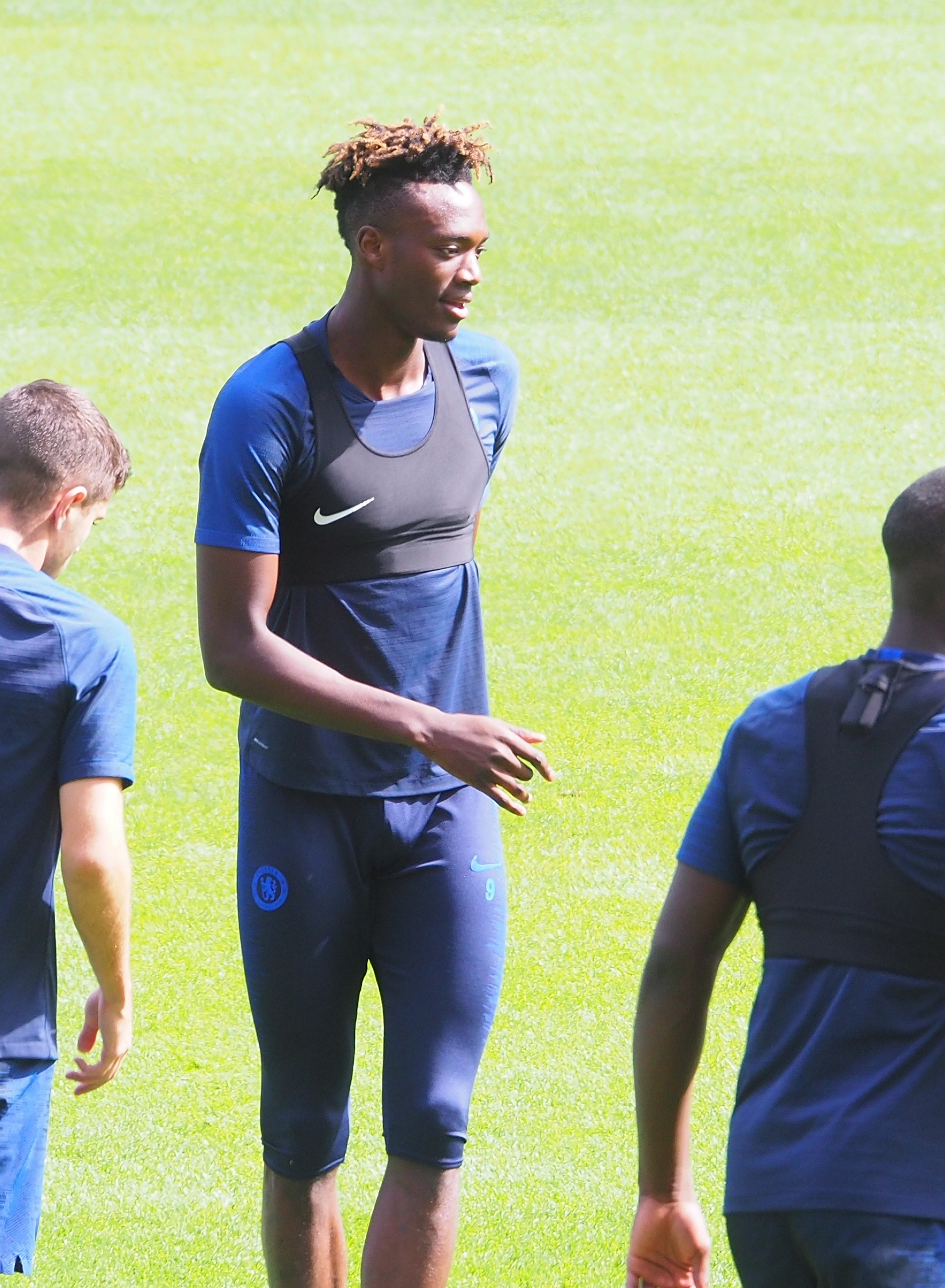
Abraham aquecendo para o Chelsea em 2019

Após o término de seu empréstimo, Abraham retornou ao Chelsea, onde recebeu a camisa número 9. Na Supercopa da UEFA de 2019 contra o Liverpool em 14 de agosto, ele ganhou um pênalti na prorrogação, do qual Jorginho marcou para empatar o placar em 2–2 e levar a partida para a disputa de pênaltis. Abraham então pegou o pênalti decisivo na disputa de pênaltis, mas viu seu esforço defendido por Adrián, resultando na derrota do Chelsea por 5–4. Após a partida, ele foi vítima de abuso racial no Twitter. Dez dias depois, Abraham marcou seus primeiros gols pelo Chelsea quando marcou dois gols na vitória por 3–2 fora de casa sobre o Norwich City. No mês seguinte, durante uma vitória por 5–2 sobre o Wolves, ele marcou seu primeiro hat-trick pelo Chelsea, antes de marcar um gol contra durante os últimos estágios da partida. Ao fazê-lo, aos 21 anos e 347 dias, ele se tornou o jogador mais jovem a marcar três gols em uma partida pelo clube na era da Premier League. Ele marcou seu primeiro gol na Liga dos Campeões em uma vitória por 2 a 1 fora de casa contra o Lille em 2 de outubro.

#### Temporada 2020–21
Em 23 de setembro de 2020, Abraham jogou como titular pela primeira vez na temporada 2020-21 e marcou seu primeiro gol da temporada contra o Barnsley na terceira rodada da EFL Cup, que terminou em uma vitória por 6-0. Abraham marcou um gol em duas partidas consecutivas, incluindo a mais recente contra o West Bromwich em 26 de setembro, onde marcou um gol de empate nos acréscimos em um empate por 3 a 3 no The Hawthorns. Em novembro, ele marcou em três jogos consecutivos, vitórias contra Sheffield United, Rennes e Newcastle United. Além disso, ele marcou seu primeiro gol na Liga dos Campeões da UEFA em uma vitória por 3 a 0 sobre o Rennes.
Abraham marcou um hat-trick na quarta rodada da FA Cup em 24 de janeiro de 2021, quando o Chelsea superou o clube do campeonato Luton Town por 3 a 1. Ao fazer isso, Abraham se tornou o primeiro inglês a marcar um hat-trick pelo Chelsea na FA Cup desde Frank Lampard em 2007, e também se tornou o primeiro jovem das equipes de base do Chelsea a marcar 10 ou mais gols em temporadas consecutivas desde Mike Fillery em 1982-83.

### Roma
Abraham assinou com a Roma da Serie A TIM em 17 de agosto de 2021 em um contrato de cinco anos, com a taxa de transferência estimada em £34 milhões, com o Chelsea incluindo uma cláusula de recompra de £ 68 milhões que só poderia ser acionada após o jogador completar duas temporadas com a Roma.

#### Temporada 2021–22
Abraham fez sua estreia na Serie A em 22 de agosto, dando duas assistências na vitória da Roma sobre a Fiorentina por 3 a 1. Quatro dias depois, ele fez sua estreia na Liga Conferência da UEFA em uma vitória por 3 a 0 em casa sobre o Trabzonspor. Em 29 de agosto, ele marcou seu primeiro gol pela Roma em uma vitória por 4 a 0 contra a Salernitana. Em 16 de setembro, ele marcou seu primeiro gol na Liga Conferência, completando a vitória dos Giallorossi por 5 a 1 contra o CSKA Sofia. Em 20 de janeiro de 2022, ele fez sua primeira aparição na Coppa Italia, contribuindo para a vitória em casa por 3 a 1 sobre o Lecce com um gol e uma assistência. Três dias depois, ele marcou dois gols na partida vitoriosa fora de casa contra o Empoli, tornando-se o primeiro jogador inglês em trinta anos a marcar mais de 10 gols em uma temporada da Serie A. Em 25 de maio, ele jogou na final da Liga Conferência, que terminou com uma vitória da Roma por 1 a 0 sobre o Feyenoord.

#### Temporada 2022–23
Em 8 de janeiro de 2023, na partida da liga contra o Milan, Abraham marcou na prorrogação, dando à Roma um empate por 2 a 2 contra os campeões da Serie A. Uma semana depois, em 15 de janeiro, ele deu duas assistências para Paulo Dybala na vitória por 2 a 0 contra a Fiorentina na Serie A. Em 31 de maio, Abraham participou da final da Liga Europa, que a Roma perdeu para o Sevilla por 4 a 1 nos pênaltis após um empate por 1 a 1; portanto, ele perdeu a oportunidade de vencer todas as competições existentes da UEFA. Abraham recebeu críticas por sua forma de marcar gols, tendo marcado apenas 8 gols na Serie A, em comparação com 17 na temporada anterior. Na última rodada da temporada contra o Spezia, ele sofreu uma entorse que causou uma ruptura no ligamento cruzado anterior.

#### Temporada 2023–24
Após sua lesão no ligamento cruzado anterior, Abraham retornou ao campo em 6 de abril de 2024 em uma vitória por 1 a 0 no Derby della Capitale, a Lazio. Ele marcou um gol de empate no final contra o Napoli em 28 de abril, que foi seu único gol da temporada, tendo feito apenas 12 jogos (oito no campeonato e quatro na Liga Europa).

#### Temporada 2024–25: Empréstimo ao AC Milan

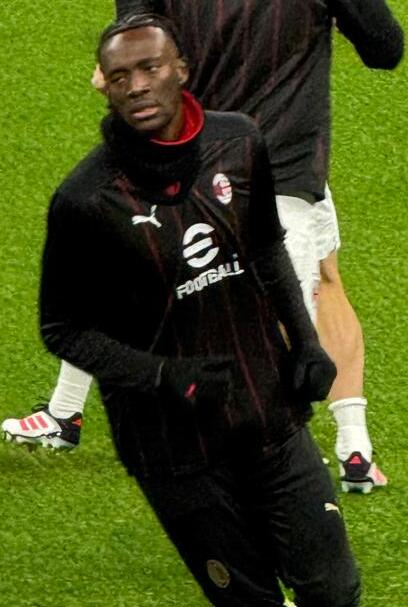
Abraham se aquecendo pelo Milan em 2025

Em 30 de agosto de 2024, Abraham se juntou ao companheiro de Serie A, AC Milan, por empréstimo para a temporada 2024-25. Em 14 de setembro, ele marcou seu primeiro gol pelo clube de pênalti na vitória por 4 a 0 sobre o Venezia. Em 6 de outubro, na derrota por 1 a 2 para a Fiorentina, ele perdeu um pênalti após polêmicamente tirar a bola do cobrador de pênaltis designado do Milan, Christian Pulisic. Após a partida, ele foi repreendido pelo técnico Paulo Fonseca por suas ações. Em 6 de janeiro de 2025, ele marcou um gol nos acréscimos, garantindo uma vitória por 3 a 2 sobre a Inter de Milão na final da Supercopa da Itália. Em 5 de fevereiro, Abraham marcou dois gols contra seu clube de origem para ajudar a eliminar a Roma da Coppa Italia de 2024-25 em uma vitória por 3 a 1.

#### Temporada 2025–26: Empréstimo ao Beşiktaş
Em 2 de julho de 2025, o Beşiktaş anunciou que Abraham havia concluído seus exames médicos em preparação para sua transferência por empréstimo para o clube.
Abraham fez sua estreia pelo clube turco em um amistoso contra o Wolfsberger AC em 16 de julho, onde perdeu por 3-2 jogando apenas o primeiro tempo.

## Carreira internacional
Antes de receber sua primeira convocação competitiva para a seleção principal da Inglaterra em outubro de 2019, Abraham era elegível para representar a Nigéria por meio de sua linhagem paterna e foi sondado pela Associação Nigeriana de Futebol. O pai de Abraham é amigo próximo do presidente da Federação Nigeriana de Futebol, Amaju Pinnick, e em 21 de setembro de 2017, Pinnick afirmou que Abraham havia mudado sua lealdade para a Nigéria. Abraham emitiu uma declaração no mesmo dia negando a alegação e reafirmando sua disponibilidade para a seleção da Inglaterra. Ao receber sua primeira convocação para a Inglaterra em novembro de 2017, Abraham afirmou que nunca houve qualquer perspectiva de ele escolher jogar pela Nigéria.

### Seleções de base

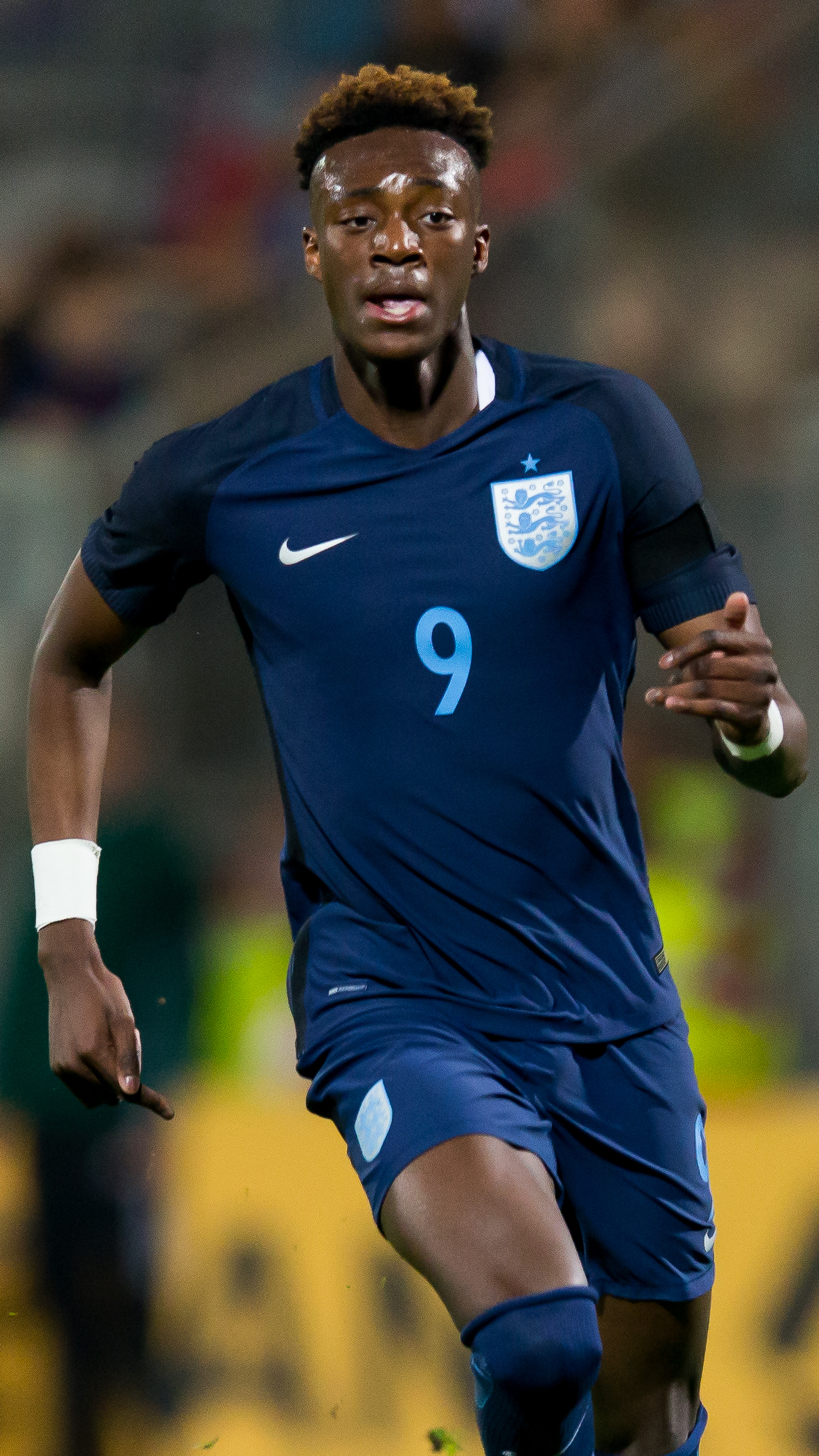
Abraham jogando pela Inglaterra Sub-21 em 2017

Abraham representou a Inglaterra tanto no nível sub-18 quanto no sub-19. Ele marcou seus primeiros gols na categoria de base pela Inglaterra em março de 2015, marcando dois gols na vitória da Inglaterra Sub-18 sobre a Suíça por 6 a 1. Mais tarde naquele ano, enquanto representava a seleção Sub-19 em um amistoso contra o Japão, Abraham e seu companheiro de equipe Patrick Roberts jogaram uma partida de pedra, papel e tesoura em campo para decidir quem cobraria o pênalti. Abraham saiu vitorioso, mas perdeu o pênalti resultante. Apenas um minuto depois, no entanto, Roberts deu assistência para Abraham marcar o segundo gol da partida, que terminou em 5 a 1 a favor da Inglaterra.
Em 6 de julho de 2016, Abraham foi um dos quatro jogadores do Chelsea nomeados no elenco de Adrian Boothroyd para o Campeonato Europeu de Futebol Sub-19. Ele participou de três das quatro partidas em que a Inglaterra foi eliminada pela Itália na semifinal.
Abraham recebeu sua primeira convocação para a seleção inglesa sub-21 em 29 de setembro de 2016. Estreou pela seleção em 6 de outubro, entrando como substituto a oito minutos do fim contra o Cazaquistão, em uma partida classificatória para o Campeonato Europeu Sub-21, ajudando a Inglaterra a vencer por 1 a 0, garantindo a classificação do país para o torneio propriamente dito. Estreou-se pela seleção sub-21 na última partida da fase de grupos das eliminatórias contra a Bósnia e Herzegovina e marcou duas vezes na vitória da Inglaterra por 5 a 0.
No ano seguinte, ele foi nomeado para a seleção da Inglaterra para o Campeonato Europeu de Futebol Sub-21 de 2017, na Polônia. Ele marcou seu primeiro e único gol no torneio na semifinal contra a Alemanha. A Inglaterra acabou perdendo a partida após uma disputa de pênaltis, com Abraham sendo um dos jogadores que perdeu seu pênalti.
Em 18 de maio de 2018, tendo sido omitido da seleção da Inglaterra para a Copa do Mundo FIFA de 2018, Abraham foi convocado para a seleção sub-20 do Torneio Internacional de Toulon, na França, onde foi sorteado em um grupo ao lado de Catar, China e México. Em 27 de maio, a Inglaterra abriu sua defesa do título com uma vitória por 2 a 1 sobre a China, na qual Abraham marcou o gol da vitória. Ele não participou da partida subsequente contra o México, mas voltou a marcar na vitória por 4 a 0 sobre o Catar, que viu a Inglaterra se classificar para as semifinais, onde foi sorteada contra a Escócia. Abraham foi usado apenas como substituto tardio quando a Inglaterra derrotou a Escócia, mas foi selecionado para começar na final, onde enfrentou o México. Lá, ele não conseguiu marcar, acertando a trave no segundo tempo, mas a Inglaterra conquistou seu terceiro título consecutivo com uma vitória por 2 a 1.
Em 27 de maio de 2019, Abraham foi incluído no elenco de 23 jogadores da Inglaterra para o Campeonato Europeu de Futebol Sub-21 de 2019.

### Seleção profissional
Em 2 de novembro de 2017, Abraham foi um dos três jogadores sem convocação convocados para a seleção principal da Inglaterra para amistosos contra a Alemanha e o Brasil. Ele fez sua estreia contra o primeiro em 10 de novembro, começando em um empate por 0 a 0 no Estádio de Wembley.
Em outubro de 2019, ele disse que permanecia indeciso sobre seu futuro internacional, já que continuava elegível para a Nigéria, pois não havia jogado uma partida competitiva pela seleção principal da Inglaterra. Mais tarde naquele mês, ele recebeu uma convocação para a seleção da Inglaterra para as próximas partidas de qualificação para a UEFA Euro 2020. Em 11 de outubro, Abraham fez sua primeira aparição competitiva pela Inglaterra contra a República Tcheca, aparecendo como substituto e se comprometendo com a Inglaterra no processo. Abraham marcou seu primeiro gol pela Inglaterra em 14 de novembro de 2019 em uma vitória por 7 a 0 sobre Montenegro nas eliminatórias para a Euro 2020.

## Vida pessoal
Abraham nasceu em Camberwell, em Londres, de pais nigerianos. Ele era um fã do Arsenal enquanto crescia. Ele tem um irmão mais novo, Timmy Abraham, que também é jogador de futebol e atualmente está sem clube.
Em janeiro de 2017, Abraham se envolveu em um acidente automobilístico enquanto estava emprestado ao Bristol City. Na época do acidente, ele teria conduzido sem carteira de habilitação ou seguro, sendo intimado a comparecer ao tribunal por isso. Posteriormente, obteve sua carteira de habilitação, sendo aprovado no teste em março do mesmo ano.

## Estatísticas

### Clubes
Atualizado até 17 de julho de 2025.
| Clube               | Temp.             | Liga              | Liga | Liga | Copa Nacional | Copa Nacional | Copa da Liga | Copa da Liga | Europa | Europa | Outros | Outros | Total | Total |
| Clube               | Temp.             | Divisão           | Aps. | Gols | Aps.          | Gols          | Aps.         | Gols         | Aps.   | Gols   | Aps.   | Gols   | Aps.  | Gols  |
| ------------------- | ----------------- | ----------------- | ---- | ---- | ------------- | ------------- | ------------ | ------------ | ------ | ------ | ------ | ------ | ----- | ----- |
| Chelsea             | 2015–16           | Premier League    | 2    | 0    | 0             | 0             | 0            | 0            | —      | —      | 0      | 0      | 2     | 0     |
| Chelsea             | 2018–19           | Premier League    | 0    | 0    | 0             | 0             | 0            | 0            | 0      | 0      | 1      | 0      | 1     | 0     |
| Chelsea             | 2019–20           | Premier League    | 34   | 15   | 3             | 0             | 1            | 0            | 8      | 3      | 1      | 0      | 47    | 18    |
| Chelsea             | 2020–21           | Premier League    | 22   | 6    | 3             | 4             | 2            | 1            | 5      | 1      | —      | —      | 32    | 12    |
| Chelsea             | Total             | Total             | 58   | 21   | 6             | 4             | 3            | 1            | 13     | 4      | 2      | 0      | 82    | 30    |
| Bristol City (emp.) | 2016–17           | Championship      | 41   | 23   | 3             | 0             | 4            | 3            | —      | —      | —      | —      | 48    | 26    |
| Swansea City (emp.) | 2017–18           | Premier League    | 31   | 5    | 5             | 2             | 3            | 1            | —      | —      | —      | —      | 39    | 8     |
| Aston Villa (emp.)  | 2018–19           | Championship      | 37   | 25   | 0             | 0             | —            | —            | —      | —      | 3      | 1      | 40    | 26    |
| Roma                | 2021–22           | Serie A           | 37   | 17   | 2             | 1             | —            | —            | 14     | 9      | —      | —      | 53    | 27    |
| Roma                | 2022–23           | Serie A           | 38   | 8    | 2             | 0             | —            | —            | 14     | 1      | —      | —      | 54    | 9     |
| Roma                | 2023–24           | Serie A           | 8    | 1    | 0             | 0             | —            | —            | 4      | 0      | —      | —      | 12    | 1     |
| Roma                | 2024–25           | Serie A           | 1    | 0    | —             | —             | —            | —            | —      | —      | —      | —      | 1     | 0     |
| Roma                | Total             | Total             | 84   | 26   | 4             | 1             | —            | —            | 32     | 10     | —      | —      | 120   | 37    |
| AC Milan (emp.)     | 2024–25           | Serie A           | 28   | 3    | 5             | 4             | —            | —            | 9      | 2      | 2      | 1      | 44    | 10    |
| Beşiktaş (emp.)     | 2025–26           | Süper Lig         | 0    | 0    | 0             | 0             | —            | —            | 0      | 0      | —      | —      | 0     | 0     |
| Total na carreira   | Total na carreira | Total na carreira | 279  | 103  | 23            | 11            | 10           | 5            | 54     | 16     | 7      | 2      | 373   | 137   |

1. ↑  Inclui a FA Cup e a Coppa Italia
2. ↑  Inclui a Copa da Liga Inglesa
3. ↑  Aparição na FA Community Shield
4. 1 2 3  Aparições na Liga dos Campeões da UEFA
5. ↑  Aparição na Supercopa da UEFA
6. ↑  Aparições em play-offs da EFL Championship
7. ↑  Aparições na Liga Conferência da UEFA
8. 1 2  Aparições na UEFA Europa League
9. ↑  Aparições na Supercopa da Itália

## Títulos e honrarias

#### Aston Villa
- Play-offs da EFL Championship: 2019[126]

#### Chelsea
- Liga dos Campeões da UEFA: 2020–21[127]
- Supercopa da UEFA: 2021[128]
- Vice-campeão da Copa da Inglaterra: 2019–20[129]

#### Roma
- Liga Conferência da UEFA: 2021–22[130]
- Vice-campeão da Liga Europa da UEFA: 2022–23[75]

#### Milan
- Supercopa da Itália: 2024[84]
- Copa da Itália: 2024–25[131]

#### Inglaterra Sub-21
- Torneio Internacional de Toulon: 2018[104]

#### Prêmios individuais
- Jogador do mês da EFL Championship: novembro de 2018[35]
- Jogador da Temporada do Bristol City: 2016–17[18]
- Jogador Jovem da Temporada do Bristol City: 2016–17[18]
- Equipe do Ano da PFA: Campeonato 2018–19[132]
- Equipa da Temporada da Liga Conferência da UEFA: 2021–22[133]

#### Artilharia
- Copa da Itália de 2024–25: (4 gols)[134]